# Jerez de la Frontera
Jerez de la Frontera város Dél-Spanyolországban, Andalúzában, Cádiz tartományban. A Costa de la Luz (Napfénypart) közelében fekszik.
A város környéke meszes talajú és itt terem a híres sherry-borszőlő.

## Látnivalók
- Alcazár (12. századi erőd)
- A katedrális
- Centro Andaluz de Flamenco. Az egyik városi palota ad otthont a flamencokutatás legfontosabb spanyol központjának.
- Iglesia de San Dionisia (15. századi templom). A templom előtt van a város egyik legszebb tere, a Plaza Asunción.
- Real Escuela Andaluza de Arte Ecuestre (lovasiskola)
- Feria de Caballó (évente megrendezett lovasbemutató)

## Nevezetes személyek
- Alvaro Orbetos de Valeto (1427–1482)
- Cabeza de Vaca (1490–1557),
- José de la Serna (1770–1832)
- José Gallegos y Arnosa (1859–1917), festő
- Miguel Primo de Rivera (1870–1930),
- Lola Flores (1923–1995), Flamenco-táncos
- Paco Cepero (* 1942), Flamenco-gitáros
- José Mercé (* 1955), Flamenco-énekes
- Gerardo Núñez (* 1961), Flamenco-gitáros
- Andrés Cea Galán (* 1965), zenész
- Ana Álvarez (* 1969), sakkmester
- Daniel Güiza (* 1980), labdarúgó
- Mercedes Ruiz (* 1980), flamenco-táncos

## Népesség
A település lakosságának változását az alábbi diagram mutatja:
| Lakosok száma | 185 091 | 192 648 | 199 544 | 207 532 | 210 861 | 212 226 | 212 830 | 212 749 | 212 801 | 213 688 |
|               | 2001    | 2004    | 2006    | 2009    | 2011    | 2014    | 2016    | 2019    | 2021    | 2024    |